# Kanton Aspet
Aspet is een voormalig kanton van het Franse departement Haute-Garonne. Het kanton maakte deel uit van het arrondissement Saint-Gaudens. Het werd opgeheven bij decreet van 13 februari 2014 met uitwerking op 22 maart 2015.

## Gemeenten
Het kanton Aspet omvatte de volgende gemeenten:
- Arbas
- Arbon
- Arguenos
- Aspet (hoofdplaats)
- Cabanac-Cazaux
- Cazaunous
- Chein-Dessus
- Couret
- Encausse-les-Thermes
- Estadens
- Fougaron
- Ganties
- Herran
- Izaut-de-l'Hôtel
- Juzet-d'Izaut
- Milhas
- Moncaup
- Portet-d'Aspet
- Razecueillé
- Sengouagnet
- Soueich